# Haiangriffe vor Recife
Die Haiangriffe vor Recife sind eine Serie von Angriffen auf Schwimmer und Surfer an den Stränden vor Recife, der Hauptstadt des brasilianischen Bundesstaates Pernambuco.
Der 20 Kilometer lange Strand von Boa Viagem war weltweit als einer der gefährlichsten Orte für Haiangriffe bekannt. Von 1992 bis 2018 ereigneten sich 65 Haiangriffe (Stand Dezember 2019), 25 davon mit tödlichem Ausgang. Vor 1992 waren Haiangriffe in Recife so selten, dass sie international keine Beachtung fanden. Fábio Hazin, Direktor des CEMIT, erklärte, dass die Zerstörung mariner Ökosysteme wie der Küstenmangroven ein Hauptgrund für diese Angriffe sei.

Pernambuco

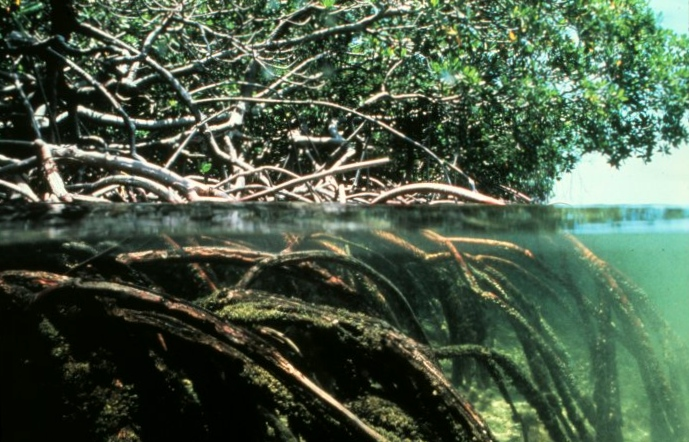
Mangrovenwald

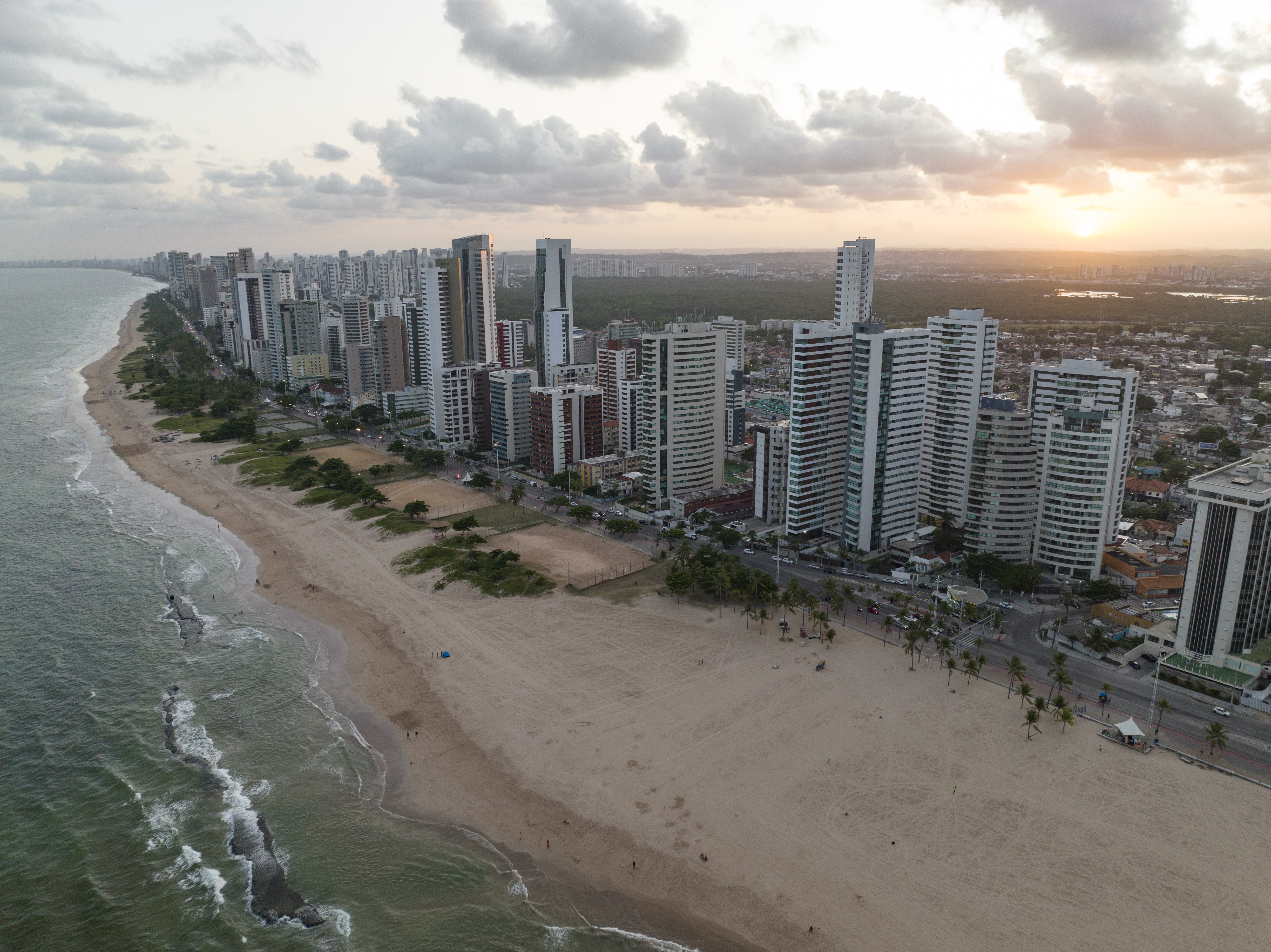
Strand von Boa Viagem/Recife

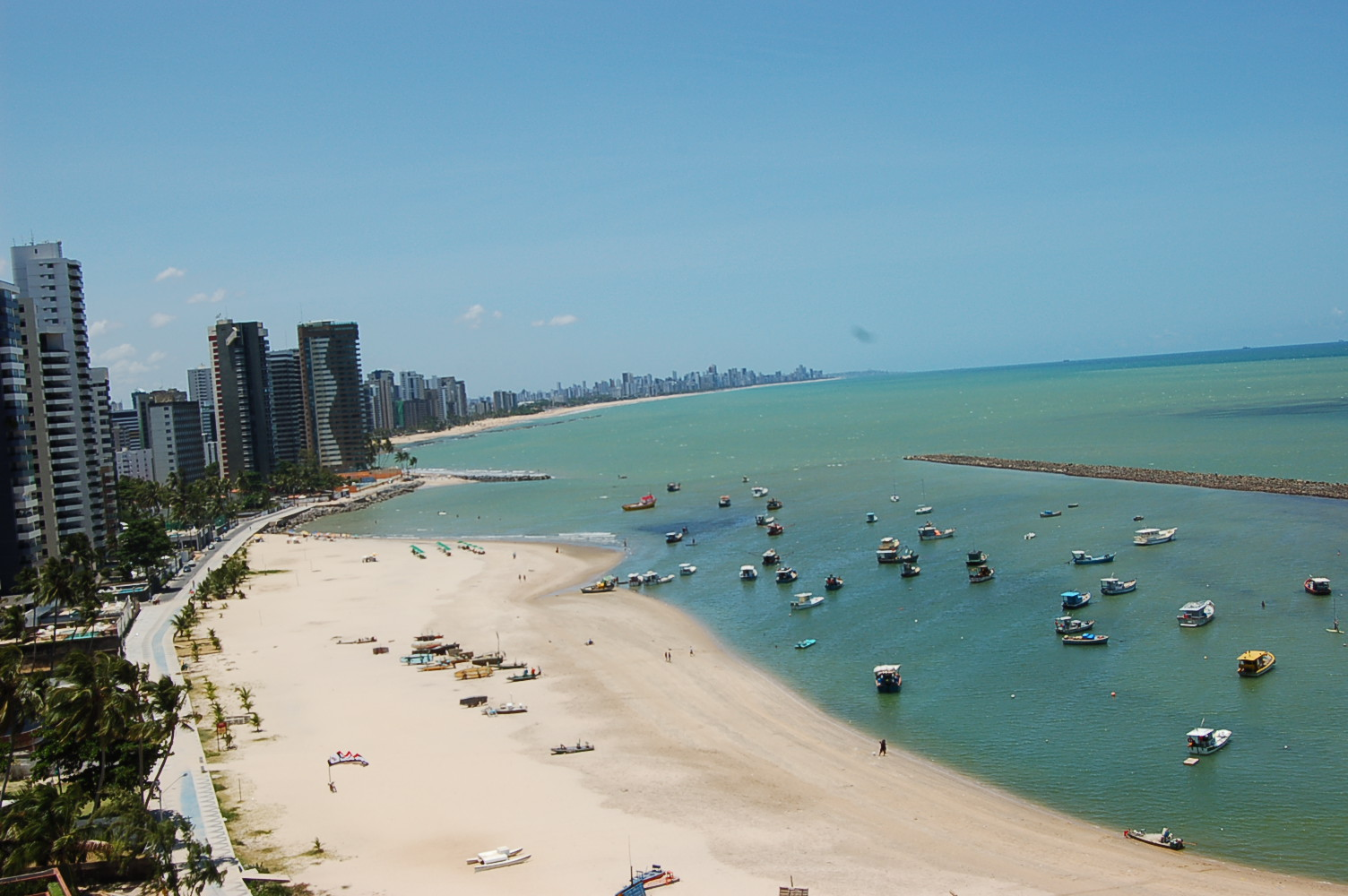
Strand von Candeias/Recife

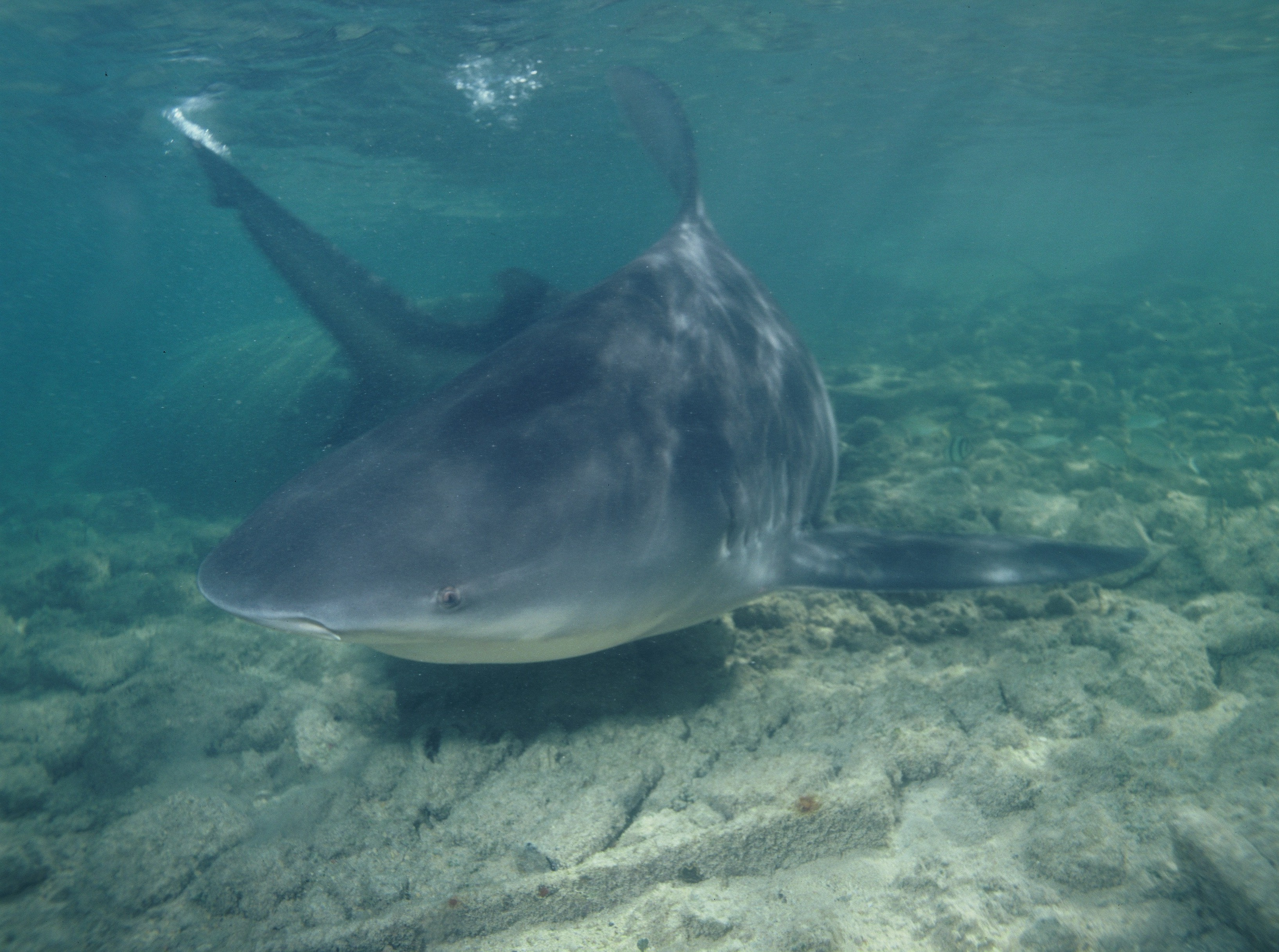
Bullenhai

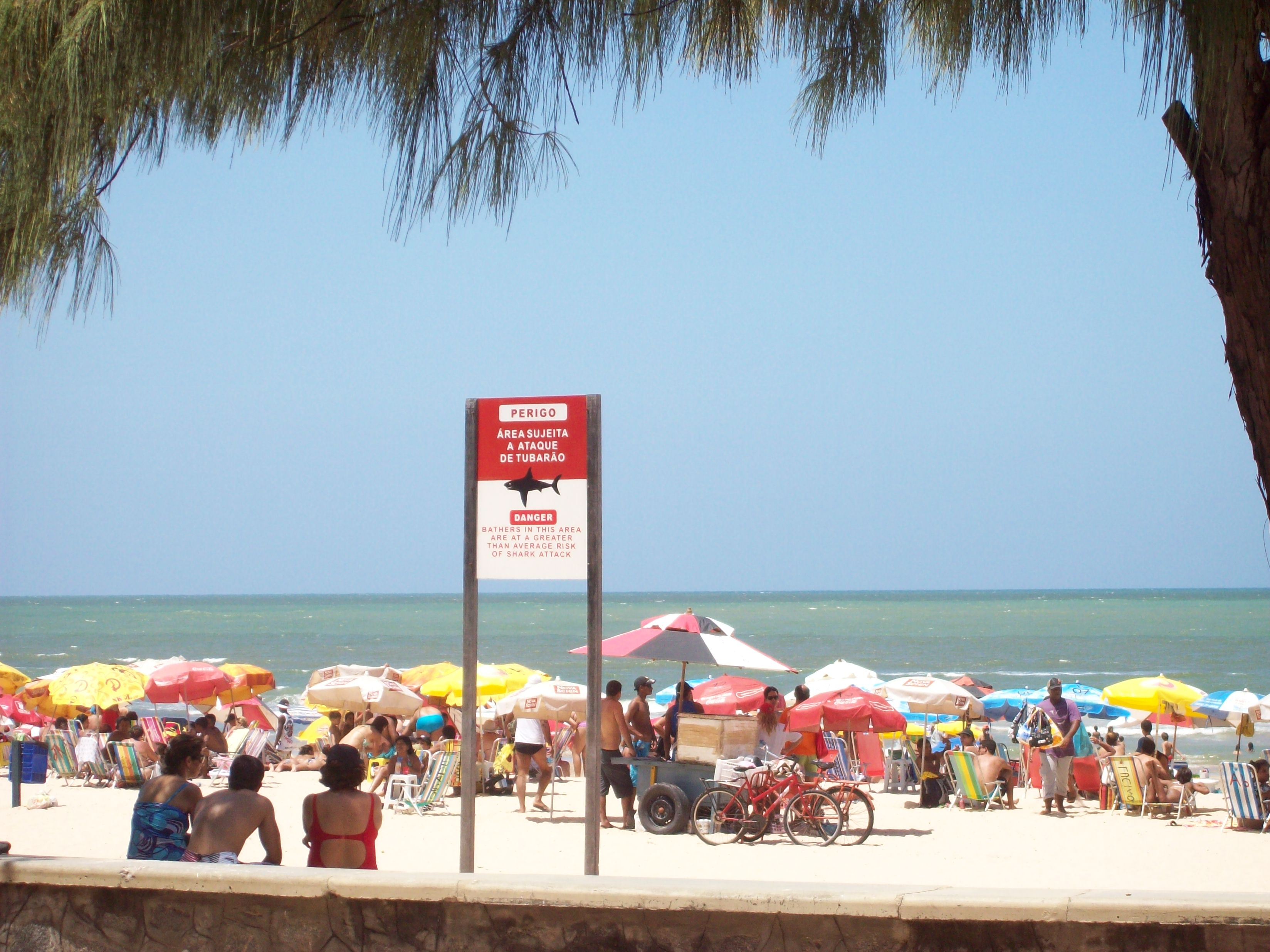
Warnschilder an den Stränden von Recife

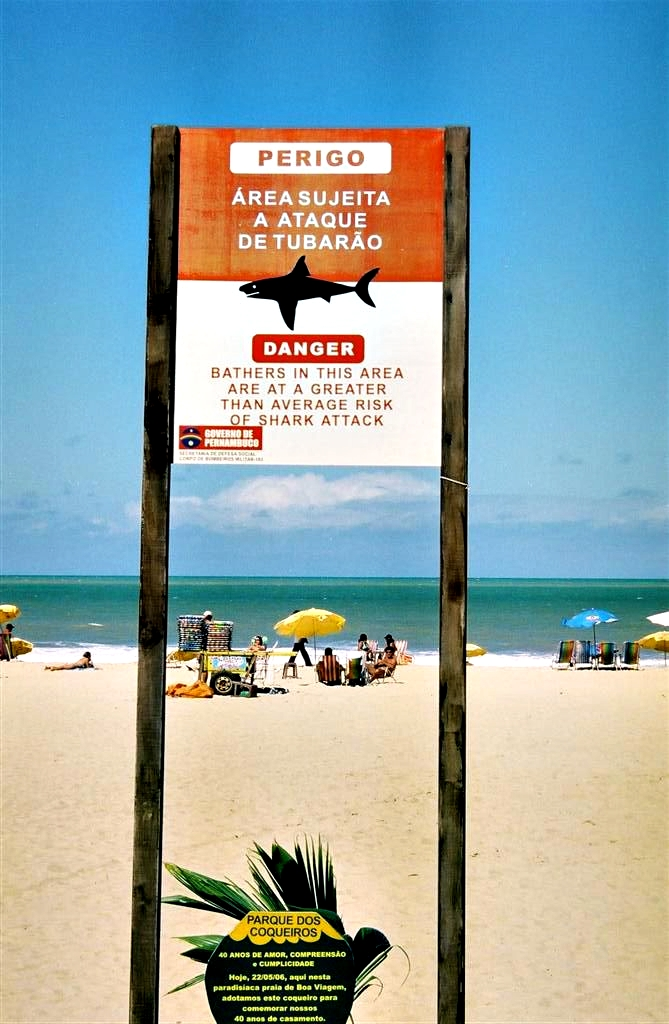
Warnung vor Haiangriffen

| Aktivität   | Name                                 | Datum              | Strand     |
| ----------- | ------------------------------------ | ------------------ | ---------- |
| Schwimmer   | Ubiratan Martins Gomes               | 28. Juni 1992      | Piedade    |
| Schwimmer   | Enoque Pereira dos Santos            | 10. September 1992 | Boa Viagem |
| Schwimmer   | Robson Antonio R. Santos             | 30. Juni 1993      | Boa Viagem |
| Schwimmer   | Alessandro Gomes de Souza            | 9. Juli 1994       | Boa Viagem |
| Surfer      | Laudenilson Gomes de Lima            | 1. Dezember 1994   | Paiva      |
| Surfer      | Clélio Rosendo Falcão Filho          | 7. Juli 1995       | Candeias   |
| Schwimmer   | Marcos Santana Silva                 | 7. April 1996      | Boa Viagem |
| Schwimmer   | unbekannt                            | 1. April 1998      | Boa Viagem |
| Surfer      | Claudio Roberto Florêncio de Freitas | 2. November 1998   | Boa Viagem |
| Schwimmer   | Carlos Alberto Brasileiro            | 3. März 2001       | Boa Viagem |
| Schwimmer   | unbekannt                            | 3. Januar 2002     | Candeias   |
| Schwimmer   | Fábio Fernandes Silva                | 24. März 2002      | Boa Viagem |
| Schwimmer   | Luis Soares de Arruda                | 14. Oktober 2002   | Piedade    |
| Schwimmer   | Edmilson Henrique dos Santos         | 29. Februar 2004   | Piedade    |
| Schwimmer   | Orlando Oscar da Silva               | 1. Mai 2004        | Piedade    |
| Schwimmer   | unbekannt                            | 8. September 2004  | Pina       |
| Surfer      | Humberto Pessoa Batista              | 18. Juni 2006      | Del Chifre |
| Schwimmer   | Darlan dos Santos Luz                | 4. September 2006  | Pina       |
| Schwimmerin | Bruna Gobbi                          | 22. Juli 2013      | Boa Viagem |
| Schwimmer   | Ernesto Ferreira da Silva            | 3. Juni 2018       | Piedade    |

## Ursachenanalyse
Mangrovenwälder sind sowohl Reproduktions- als auch Jagdzone von Haiarten, die dem Menschen potentiell gefährlich werden können: Bullenhai (Carcharhinus leucas), Tigerhai (Galeocerdo cuvier) und Kleiner Schwarzspitzenhai (Carcharhinus limbatus). Die Mangrovenwälder sind im brasilianischen Bundesstaat Pernambuco stark von Umweltverschmutzung durch Pflanzenschutzmittel und Dünger aus der landwirtschaftlichen Produktion, Industrie- und kommunale Abwässer bedroht.
Trawler haben ihr Fanggebiet in küstennahe Gebiete ausgedehnt und wühlen die Bodenzone auf, zerstören die Korallenriffe und vernichten somit die Biodiversität. Auch die verstärkte Krabbenfischerei hat den Haien einen wesentlichen Bestandteil ihrer Nahrung genommen. Diese Faktoren haben zu einer starken Zunahme der Haiangriffe geführt. Vor der zunehmenden Umweltzerstörung waren fatale Begegnungen zwischen Haien und Menschen im sehr nahrungsreichen Atlantik vor Pernambuco selten.
Otto Gardig von der Universidade Estadual Paulista (Unesp) führt an, dass Menschen den Haien nur zum Opfer fallen, wenn andere Nahrung fehlt. Die starke Bevölkerungszunahme in der Region Jaboatão dos Guararapes habe ohne Kontrolle der Abwässer oder dem Eintrag organischer Substanz und Schlachthausabfälle durch die intensivierte Landwirtschaft stattgefunden. Auch könne die Klimaveränderung eine Rolle spielen. Hochseehaie würden von den Abfällen der Schiffe in die Hafenregionen gelockt.
Hinzu kam 1984 der Ausbau des Tiefwasserhafens von Porto de Suape, 40 Kilometer südlich von Recife. Porto de Suape mit einem Jahresumschlag von 80.000 Tonnen wird von einem 2,95 m hohen Wellenbrecher und zahlreichen Ausbaggerungen geschützt, welche die natürlichen Flussläufe von Rio Ipojuca und Merepe nachhaltig veränderten. Den Haien ist durch diese Landschaftsveränderung ein Zugang zu ihren Jagdrevieren in den Flussmündungen verwehrt und sie folgen der vorherrschenden Strömung an die von Schwimmern und Surfern stark frequentierten Strände von Paiva, Candeias, Piedade, Pina und Boa Viagem.
Trächtige Weibchen suchen seit dieser ökologischen Veränderung für die Eiablage die Flussmündung des Rio Jaboatão auf, welcher im Einzugsgebiet der Metropolregion von Recife und den Stränden liegt.
Vor allem die Tourismusindustrie ließ sich von den Wechselwirkungen zwischen Bau des Tiefwasserhafens Suape und der Zunahme der Haiangriffe in Recife nicht überzeugen.
Der Präsident des Recife Convention & Visitors Bureau José Otávio de Meira Lins forderte eine Abkehr vom Bade- und Surftourismus zum kulturellen Tourismus und die Haie in ihrem Lebensraum in Ruhe zu lassen.

## Maßnahmen
Die CEMIT betreibt an den Stränden Aufklärungsarbeit, um das Risiko der Haiunfälle zu minimieren. Vor Badeaktivitäten in den frühen Morgenstunden, Abenddämmerung, sowie bei Vollmond wird gewarnt, da in dieser Periode Haie auf Beutefang gehen, alle 350 Meter sind Warnschilder an den Stränden angebracht und Küstenboote fangen Haie, die sich dem Strand nähern.
Die CEMIT-Maßnahmen haben Modellcharakter und werden derzeit auch in Mexiko angewandt. Markierte Haie werden auf ihren Jagdzügen per Satellit überwacht und ihr Verhalten aufgezeichnet. So konnte die Anzahl der Haiangriffe vor der Küste Pernambucos signifikant reduziert werden.